# Alexandra Beverfjord

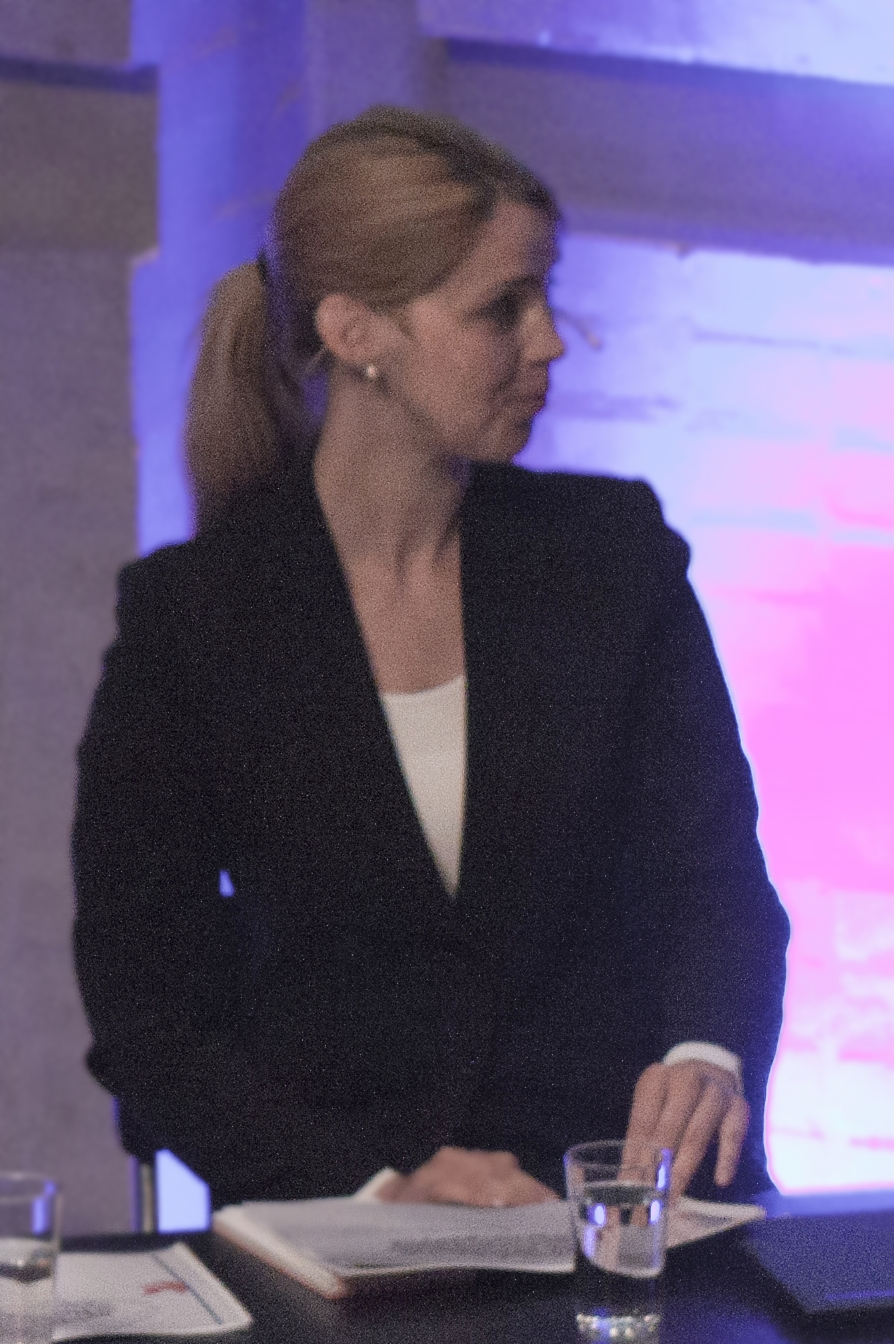
Alexandra Beverfjord, 2013

Alexandra Beverfjord (* 2. Juni 1977 in Trondheim) ist eine norwegische Journalistin und Autorin. Von 2018 bis Juni 2023 war sie Chefredakteurin bei der Zeitung Dagbladet.

## Leben
Beverfjord schloss im Jahr 2002 ihr Studium der Sozialanthropologie an der Technisch-Naturwissenschaftlichen Universität Norwegens (NTNU) mit einem Masterabschluss ab. Während ihres Studiums begann sie ihre Tätigkeit als Journalistin für die Trondheimer Regionalzeitung Adresseavisen. Ab 2001 arbeitete sie für die Tageszeitung Dagbladet. Dort war sie von bis 2013 2010 Nachrichtenredakteurin. Im Anschluss wurde sie Reportageredakteurin des norwegischen Rundfunks Norsk rikskringkasting (NRK). Von 2015 bis 2018 leitete sie die Nachrichtenabteilung des NRK. Beverfjord wurde im Mai 2018 Chefredakteurin beim Dagbladet. Zudem übernahm sie den Posten als stellvertretende Leiterin der Zeitung. Im Juni 2023 übergab Beverfjord ihren Posten an ihren Nachfolger Frode Hansen und wurde Geschäftsführerin „EVP Media Brands“ bei Aller Media AS.
Neben ihrer Tätigkeit als Journalistin und Redakteurin gab sie zwei Kriminalromane heraus. Für ihren Debütroman Kretsen erhielt sie im Jahr 2011 den Maurits Hansen-prisen als beste Newcomerin im Krimigenre.

## Werke
- 2009: Det bor et barn i mitt hjerte (mit Atle Dyregrov und Aida Løver)
- 2010: Kretsen, Gyldendal
- 2012: Kronprinsen, Gyldendal